# Massaker von Alumim

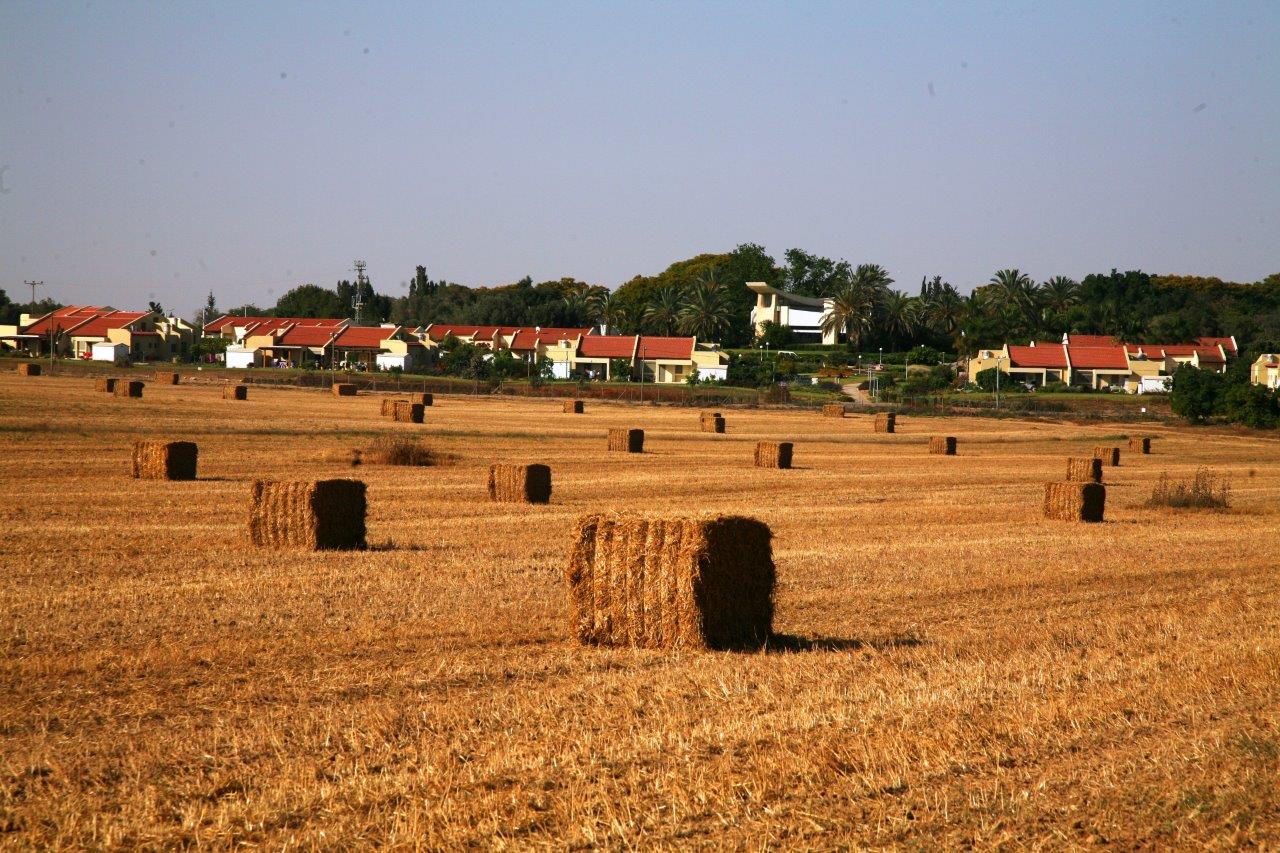
Ansicht von Alumim

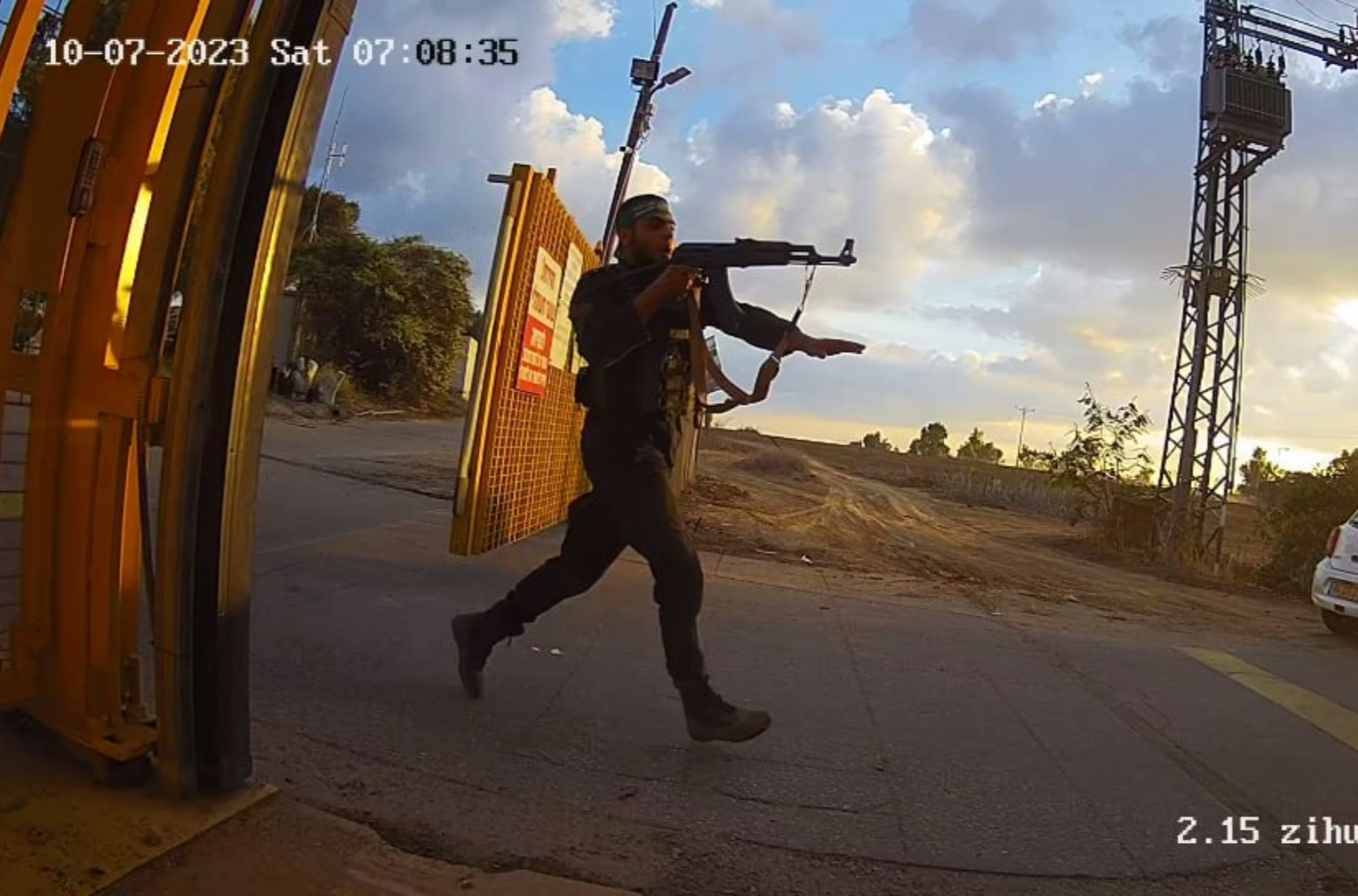
Ein Terrorist der Hamas beim Eindringen in den Kibbuz Alumim, von einer Überwachungskamera erfasst

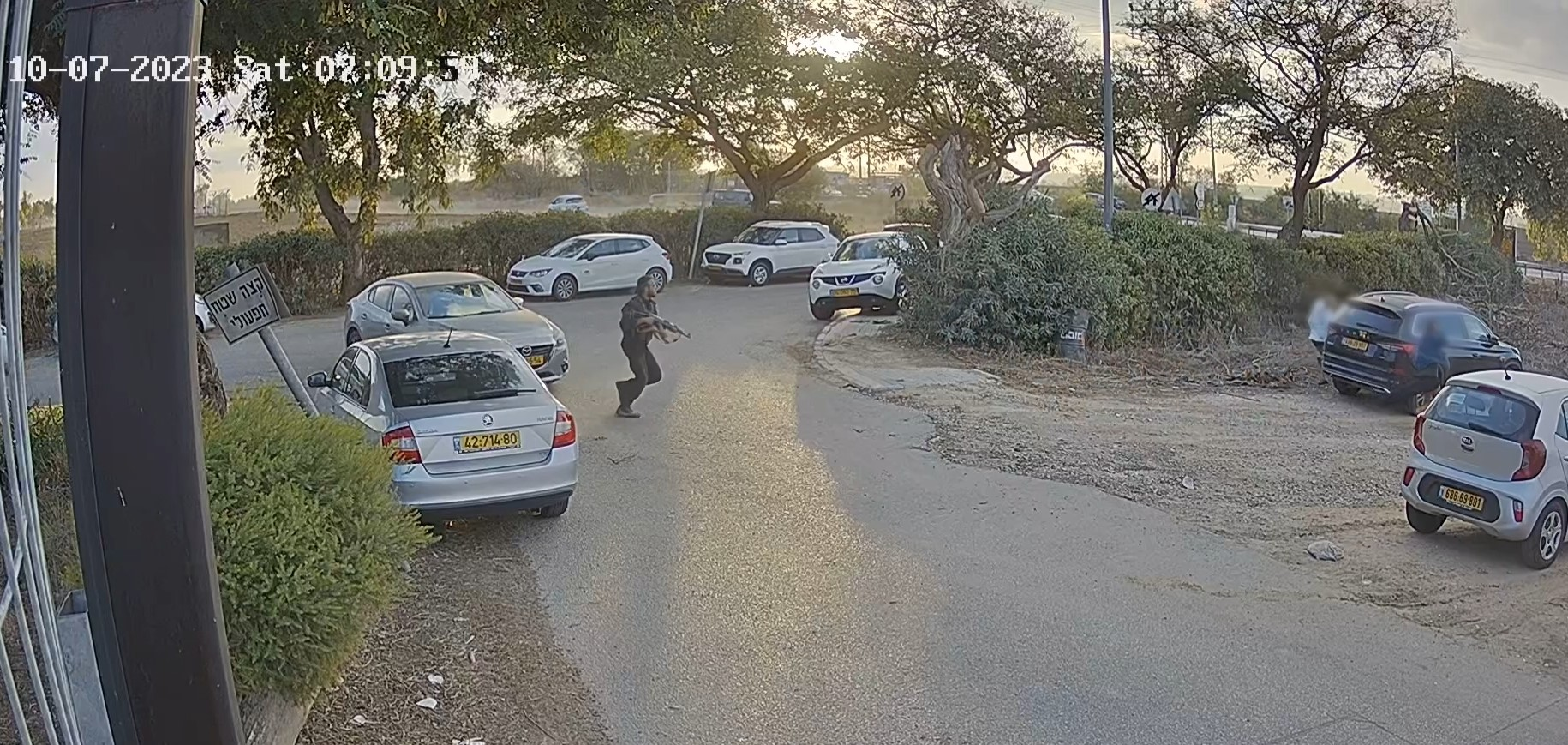
Der eingedrungene Terrorist, wie er sich zwei Zivilisten an einem Fahrzeug nähert, in der Aufnahme einer anderen Überwachungskamera

Das Massaker von Alumim ereignete sich während des Terrorangriffs der Hamas auf Israel am 7. Oktober 2023 im Kibbuz Alumim in Israels Südbezirk. Palästinensische Terroristen der Hamas waren nach Durchbrechen der Sperranlagen um den Gazastreifen in die Siedlung eingedrungen und töteten 22 landwirtschaftliche Studenten und Arbeiter aus Nepal und Thailand. Zudem wurden bei Alumim etwa 30 weitere Menschen ermordet, der Großteil davon waren geflohene Überlebende des Massakers am Supernova-Festival. Fünf Menschen wurden als Geiseln in den Gazastreifen entführt, wovon zwei in den folgenden Monaten für tot erklärt wurden. Im Zuge der Kampfhandlungen bei Alumim wurden rund 40 Terroristen und fünf israelische Sicherheitskräfte getötet.

## Lage und Beschreibung
Der 1966 gegründete Kibbutz Alumim ist eine landwirtschaftliche Genossenschaft in der nordwestlichen Negev-Region mit rund 500 Einwohnern, dessen Betriebe vorwiegend Feld- und Obstanbau, sowie Milchwirtschaft betreiben. Es befindet sich rund vier Kilometer östlich des Gazastreifens, zwischen den im Zuge des Terrorangriffs besonders schwer getroffenen Kibbutzim Kfar Aza im Norden und Beʾeri im Süden, an der Hauptstraße .
Zum Zeitpunkt des Angriffs befanden sich in Alumim 24 thailändische Arbeitskräfte, welche die landwirtschaftlichen Betriebe unterstützten, sowie 17 nepalesische Landwirtschaftsstudenten im Rahmen eines elfmonatigen „Learn and Earn“-Programms.

## Angriff der Hamas
Am 7. Oktober 2023 um 06:29 Uhr Ortszeit begann der Angriff der Hamas mit einem massiven Raketenbeschuss, welcher in nahezu sämtlichen grenznahen israelischen Gebieten zur Auslösung des Raketenalarms Tzeva Adom führte, weshalb sich zahlreiche Menschen in die zu diesem Zweck errichteten Schutzräume Merchavim Mugganim ihrer Häuser begaben, oder öffentliche Schutzräume aufsuchten. Laut IDF-Untersuchungsbericht vom März 2025 hatten 125 Hamas-Terroristen an diesem Morgen den Auftrag, Alumim und einen angrenzenden IDF-Posten zu erreichen. Um 7:01 Uhr drangen die ersten Angreifer auf Motorrädern durch einen Hintereingang in Alumim ein, eröffneten in der Vorbeifahrt das Feuer auf die Unterkünfte der ausländischen Arbeiter im Industrie- sowie Wirtschaftsgebiet des Kibbuz und erreichten einige Minuten später den Haupteingang der Siedlung an der Nationalstraße . Am Haupteingang und der Straßenkreuzung vor Alumim ermordeten die Terroristen rund 30 Menschen, darunter etwa 20, welche vom Massaker am Gelände des Supernova-Festivals geflohen waren.
Zwischen 9:20 Uhr und 10:45 Uhr trafen weitere Terroristen am Hinter- und Haupteingang von Alumim ein. Die Angreifer am Hintereingang erreichten die Unterkünfte der Ausländer, wo zehn nepalesische Landwirtschaftsstudenten und 12 thailändische Landarbeiter getötet wurden. Weiters wurden die Scheunen und das Verpackungszentrum in Brand gesetzt.
Das Eindringen der Terroristen nach Alumim, das Verfolgen von Zivilisten und das Hinrichten einzelner Geiseln wurde von Überwachungskameras im Kibbuz erfasst. Ein bei dem Angriff auf Alumim gefangengenommener Terrorist gab später im Verhör mit dem israelischen Inlandsgeheimdienst Schin Bet und der Polizei bekannt, dass der Plan des Angriffs auf Alumim darin bestanden habe, von Haus zu Haus, von Zimmer zu Zimmer zu gehen und alle zu töten, auch Frauen und Kinder. Zwei weitere Terroristen, die am Angriff auf Alumim beteiligt waren und später im Zuge der Bodenoffensive im Gazastreifen gefangen genommen werden konnten, schilderten die Entführung des Nepalesen Bipin Joshi und des Thailänders Phonsawan Pinakalo, welche mit einem Krankenwagen in das Al-Schifa-Krankenhaus in Gaza-Stadt gebracht worden seien, wo sich Bewaffnete der Hamas befunden hätten. Zudem wurde auch der 24-jährige Polizist Ran Gvili entführt.

## Verteidigung und Rückeroberung
Die 16 Mann starke zivile Sicherheitstruppe von Alumim organisierte sich erst während des Angriffs, begann mit der Durchsuchung der Siedlung und bezog Verteidigungsstellung an den Wohnhäusern, wobei es ihnen gelang, eine großflächige Infiltration des Kibbuz weitgehend zu verhindern. Per Notrufzentrale wurden die Mitglieder über Sichtungen von Terroristen informiert, die Kommunikation untereinander erfolgte per Mobiltelefon. Bei vereinzelten Zusammenstößen wurden mehrere Mitglieder der Bereitschaftseinheit verwundet. Zwischen 7:14 Uhr und 7:19 Uhr griffen Polizisten und Soldaten der Golani-Brigade die Terroristen am Haupteingang an, worauf sich diese durch den Kibbuz zum Hintereingang zurückzogen. Um etwa 11:40 Uhr wurden Soldaten des 890. Bataillons der Fallschirmjägerbrigade mit Hubschraubern in die Gegend von Alumim geflogen und lieferten sich nach der Landung Schusswechsel mit Terroristen außerhalb der Siedlung. Auch eine Truppe der Luftwaffen-Eliteeinheit Schaldag geriet vor Alumim in Kämpfe mit Terroristen und schloss sich mit dem 890. Bataillon zusammen. Gegen 13 Uhr griffen auch Truppen der Pioniereinheit Jahalom in die Kämpfe ein. In den folgenden Stunden führten die Truppen Durchsuchungen im Kibbuz durch, evakuierten die Bewohner und behandelten die Verletzten. Laut Untersuchungsbericht beteiligten sich im Laufe des Tages Soldaten aus 17 verschiedenen israelischen Einheiten an den Kämpfen bei Alumim, darunter viele, welche nach Be’eri unterwegs waren, wo ebenfalls ein Massaker stattfand. Die Truppen durchkämmten bis zum Abend Haus für Haus und positionierten sich dann im Umkreis von Alumim. Den Erkenntnissen zufolge waren an diesem Tag rund 350 IDF-Soldaten im Kibbuz und seiner Umgebung im Einsatz.
Bei den Kämpfen starben zwei IDF-Reservisten aus Beʾer Scheva, ein Mitglied der Eliteeinheit Schaldag, ein Offizier der Pioniereinheit Jahalom und ein Polizist der Bereitschaftseinheit Jasam. Von den rund 100 Terroristen, die das Gebiet Alumim angriffen, wurden etwa 40 im Kibbuz und den angrenzenden Gebieten getötet. Weitere 10 wurden lebend gefangen genommen. Zwei Zivilisten – ein Überlebender des Massakers vom Supernova-Festival, der sich in einem Haus von Alumim versteckt hatte und ein thailändischer Arbeiter, der den Sicherheitszaun der Siedlung überkletterte – wurden aufgrund falscher Identifizierungen für Angreifer gehalten und irrtümlich von Sicherheitskräften erschossen. Insgesamt wurden an diesem Tag in und um Alumim 57 Zivilisten und fünf Sicherheitskräfte getötet und fünf Menschen als Geiseln in den Gazastreifen verschleppt.

## Nach dem Angriff
Einzelne Bewohner von Alumim verbrachten bis zu 26 Stunden in ihren Schutzräumen, ehe sie diese verließen oder von Sicherheitskräften befreit wurden. Fast alle Bewohner des Kibbuz wurden nach Netanja evakuiert. Die verbliebenen Thailänder aus Alumim kehrten am 9. Oktober auf von der thailändischen Botschaft organisierten Flügen nach Thailand zurück.
Die Leiche des bei Alumim verschleppten Zivilisten Ofir Tzarfati, ein Besucher des Supernova-Festivals, wurde am 1. Dezember 2023 von der israelischen Armee aus dem Gazastreifen geborgen.
Der aus Alumim entführte Thailänder Phonsawan Pinakalo wurde am 26. November 2023 aus der Gefangenschaft entlassen.
Am 31. Januar 2024 gab die israelische Polizei bekannt, dass der aus Alumim entführte Polizist Ran Gvili, ein Angehöriger der Bereitschaftseinheit Jasam, nicht mehr am Leben sei. Laut Mitteilung wurde er bereits am 7. Oktober im Kampf getötet und seine Leiche anschließend in den Gazastreifen verbracht. Nach IDF-Angaben wird neben der Leiche Gvilis auch der nepalesische Landwirtschaftsstudent Bipin Joshi weiterhin im Gazastreifen festgehalten.
Die bei Alumim entführte Zivilistin Romi Gonen wurde am 19. Januar 2025 freigelassen.